# Торндайк (Мен)
Торндайк (англ. Thorndike) — місто (англ. town) в США, в окрузі Волдо штату Мен. Населення — 774 особи (2020).

## Демографія
Згідно з переписом 2010 року, у місті мешкало 890 осіб у 330 домогосподарствах у складі 232 родин. Було 396 помешкань
Расовий склад населення:
| - 97,5 % — білих - 0,2 % — чорних або афроамериканців - 0,2 % — азіатів - 0,1 % — корінних американців |

До двох чи більше рас належало 1,6 %. Частка іспаномовних становила 0,8 % від усіх жителів.
За віковим діапазоном населення розподілялося таким чином: 27,2 % — особи молодші 18 років, 60,2 % — особи у віці 18—64 років, 12,6 % — особи у віці 65 років та старші. Медіана віку мешканця становила 38,0 року. На 100 осіб жіночої статі у місті припадало 106,5 чоловіків;  на 100 жінок у віці від 18 років та старших — 98,2 чоловіків також старших 18 років.
Середній дохід на одне домашнє господарство  становив 61 429 доларів США (медіана — 43 750), а середній дохід на одну сім'ю — 67 447 доларів (медіана — 46 250). Медіана доходів становила 39 000 доларів для чоловіків та 30 208 доларів для жінок. За межею бідності перебувало 10,0 % осіб, у тому числі 17,8 % дітей у віці до 18 років та 0,8 % осіб у віці 65 років та старших.
Цивільне працевлаштоване населення становило 389 осіб. Основні галузі зайнятості: освіта, охорона здоров'я та соціальна допомога — 27,0 %, виробництво — 14,1 %, будівництво — 11,3 %.